# 戴维·特纳
戴维·特纳（英語：David Turner，1923年9月23日—2015年6月26日），美国男子赛艇运动员。他曾代表美国参加1948年夏季奥林匹克运动会赛艇比赛，获得男子八人单桨有舵手金牌。

## 家庭
弟弟伊恩·特纳。